# Rilpivirin
Rilpivirin (RPV) ist ein Arzneistoff zur Behandlung HIV-infizierter Patienten im Rahmen einer HIV-Kombinationstherapie.
Rilpivirin ist ein Diarylpyrimidin-(DAPY)-Analogon aus der Gruppe der nichtnukleosidischen Reverse-Transkriptase-Inhibitoren (NNRTI).
Gegenüber den NNRTIs der 1. Generation hat Rilpivirin den Vorteil, dass es auch gegen die meisten Stämme wirkt, bei denen diese NNRTIs versagen. Zusätzlich zeigen Studien deutlich weniger Nebenwirkungen des ZNS.

## Zulassung als Medikament und Indikation
Rilpivirin wurde von dem belgischen Pharmaunternehmen Tibotec entwickelt und unter dem Handelsnamen Edurant im Mai 2011 von der FDA in den USA zugelassen, im November 2011 folgte die Zulassung für die EU. Für die fixe Kombination mit Emtricitabin und Tenofovir als once-daily Therapieregime wurden Zulassungen unter den Namen Complera (USA, August 2011) und Eviplera (EU, November 2011) erteilt.
Der Zusatznutzen von Rilpivirin aufgrund § 35a SGB V (AMNOG) (frühe Nutzenbewertung) wurde durch den Gemeinsamen Bundesausschuss (G-BA) bewertet: Demnach liegt für Rilpivirin für antiretroviral nicht vorbehandelte erwachsene Patienten mit einer Viruslast von 100.000 HIV-1-RNA-Kopien/ml ein Beleg für einen geringen Zusatznutzen gegenüber der zweckmäßigen Vergleichstherapie (Etravirin) vor. Für Rilpivirin wird der Zusatznutzen als gering eingestuft. Gegenüber der zweckmäßigen Vergleichstherapie handelt es sich um eine moderate Verbesserung des therapierelevanten Nutzens, da eine relevante Vermeidung dermatologischer und neurologischer Nebenwirkungen erreicht wird. Die vorläufige Bewertung durch das Institut für Qualität und Wirtschaftlichkeit im Gesundheitswesen (IQWiG) hatte einen höheren Zusatznutzen für das Monopräparat gesehen.

## Wechselwirkungen und Kontraindikationen
Rilpivirin darf nicht gleichzeitigf mit folgenden Wirkstoffen oder Medikamenten gegeben werden:
- Antikonvulsiva: Carbamazepin, Oxcarbazepin, Phenobarbital, Phenytoin,
- Tuberkulostatika: Rifabutin, Rifampicin, Rifapentin.
- Protonenpumpenhemmern: Omeprazol, Esomeprazol, Lansoprazol, Pantoprazol, Rabeprazol,
- Glucocorticoid: Dexamethason (außer bei Behandlung mit einer Einzeldosis)
- Johanniskraut (Hypericum perforatum)

Rilpivirin ist mit anderen HIV-Wirkstoffen unproblematisch kombinierbar.

## Nebenwirkungen
Eine seriöse Beurteilung der Nebenwirkungen und des Nebenwirkungenprofils ist bisher nicht möglich, da der Wirkstoff in wenigen Studien bisher nur an insgesamt etwa 1000 Patienten untersucht wurde und in der Praxis selten eingesetzt wird. Trotzdem wurde in Studien folgende Nebenwirkungen beobachtet:
sehr häufig:
- erhöhte Werte des Gesamt- und des LDL-Cholesterins

gering bis moderat ausgeprägt:
- Kopfschmerzen
- Übelkeit
- Leberwerterhöhung
- Erhöhung der Pankreas-Amylase

außerdem kam es häufig zu:
- generelle Blutbildveränderungen
- Schlafstörungen
- Schwindel
- gastrointestinalen Störungen
- Hautausschlag und Fatigue

## Pharmakologie
Rilpivirin muss zusammen mit einer kalorienhaltigen Mahlzeit eingenommen werden, da sonst deutlich verschlechterte Resorption mit resultierend schlechterer Wirksamkeit.
Rilpivirin gehört zur Substanzklasse der nichtnukleosidischen Reverse-Transkriptase-Inhibitoren (NNRTI). Der Wirkstoff bindet nicht-kompetitiv an die Reverse Transkriptase von HIV-I, nahe der Substratbindungsstelle für Nukleoside. Dadurch wird die katalytisch aktive Bindungsstelle blockiert. Es können nur wenige Nukleoside binden und die Polymerisation wird deutlich verlangsamt.

## Resistenzen
Gegenüber anderen NNRTI hat Rilpivirin den Vorteil, dass es auch gegen die meisten Stämme wirkt, bei denen andere NNRTIs versagen.
Eine verminderte Plasmakonzentrationen (Wirkspiegel) von Rilpivirin könnte ein Versagen der HIV-Therapie bewirken, daher wird eine regelmäßige Kontrolle der Plasmakonzentrationen empfohlen.

## Pharmakokinetik
Rilpivirin unterliegt einer oxidativen Metabolisierung durch das Cytochrom P450-System der Leber (v. a. CYP3A4). Die terminale Halbwertszeit von 34 bis 55 Stunden erlaubt eine Einmalgabe pro Tag. Im Allgemeinen wird die maximale Plasmakonzentration nach oraler Einnahme innerhalb von 4–5 Stunden erreicht. Die gleichzeitige Einnahme von CYP3A4-Induktoren kann daher zu geringeren Plasmakonzentrationen von Rilpivirin führen, die in einem Verlust der therapeutischen Wirkung resultieren. Stoffe, die CYP3A4 hemmen, können zu erhöhten Plasmakonzentrationen von Rilpivirin führen. Ein erhöhter pH-Wert im Magen (z. B. durch Protonenpumpeninhibitoren) geht mit einer verminderten Bioverfügbarkeit einher.
Die Bioverfügbarkeit hängt insbesondere auch stark von der Nahrung ab: Bei Einnahme mit einem Proteindrink sinkt sie um 50 %, bei Einnahme ohne Nahrung sinkt sie um 40 %. Daher wird eine Einnahme 10 min nach einem Frühstück mit Brot, Butter, Marmelade und Käse/Schinken empfohlen.

## Handelsnamen
Monopräparat
Edurant
Kombinationspräparat
Eviplera, Odefsey